# Hypoponera zwaluwenburgi
Hypoponera zwaluwenburgi är en myrart som först beskrevs av Wheeler 1933.  Hypoponera zwaluwenburgi ingår i släktet Hypoponera och familjen myror. Inga underarter finns listade i Catalogue of Life.

## Bildgalleri

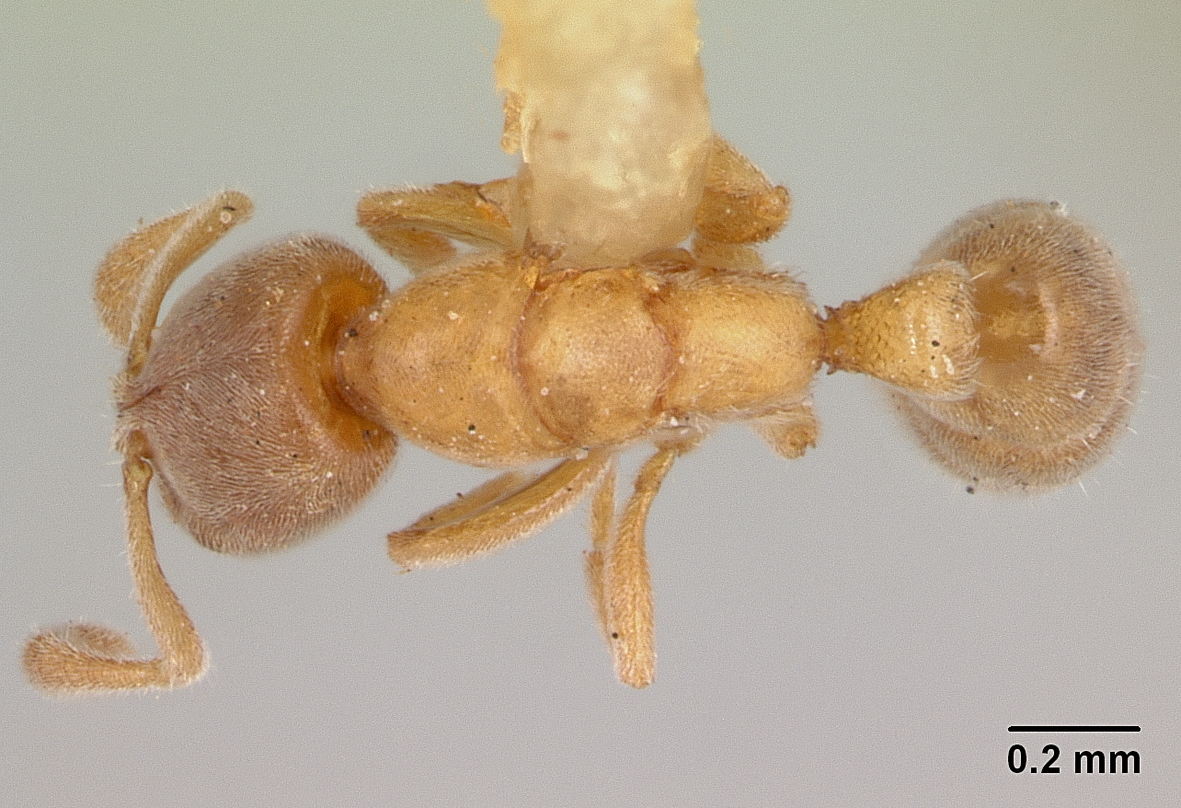
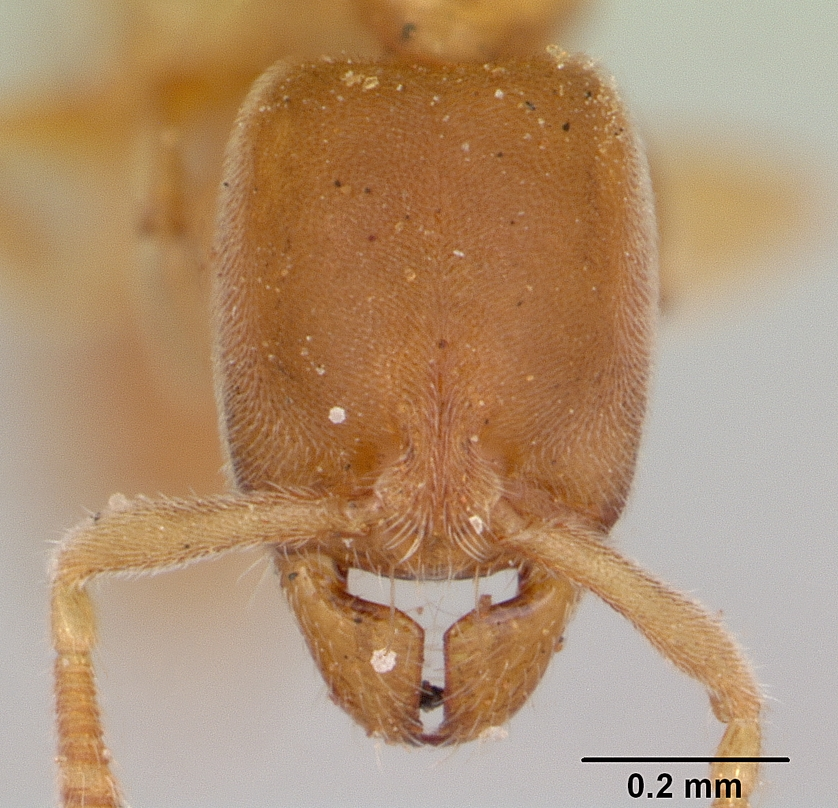
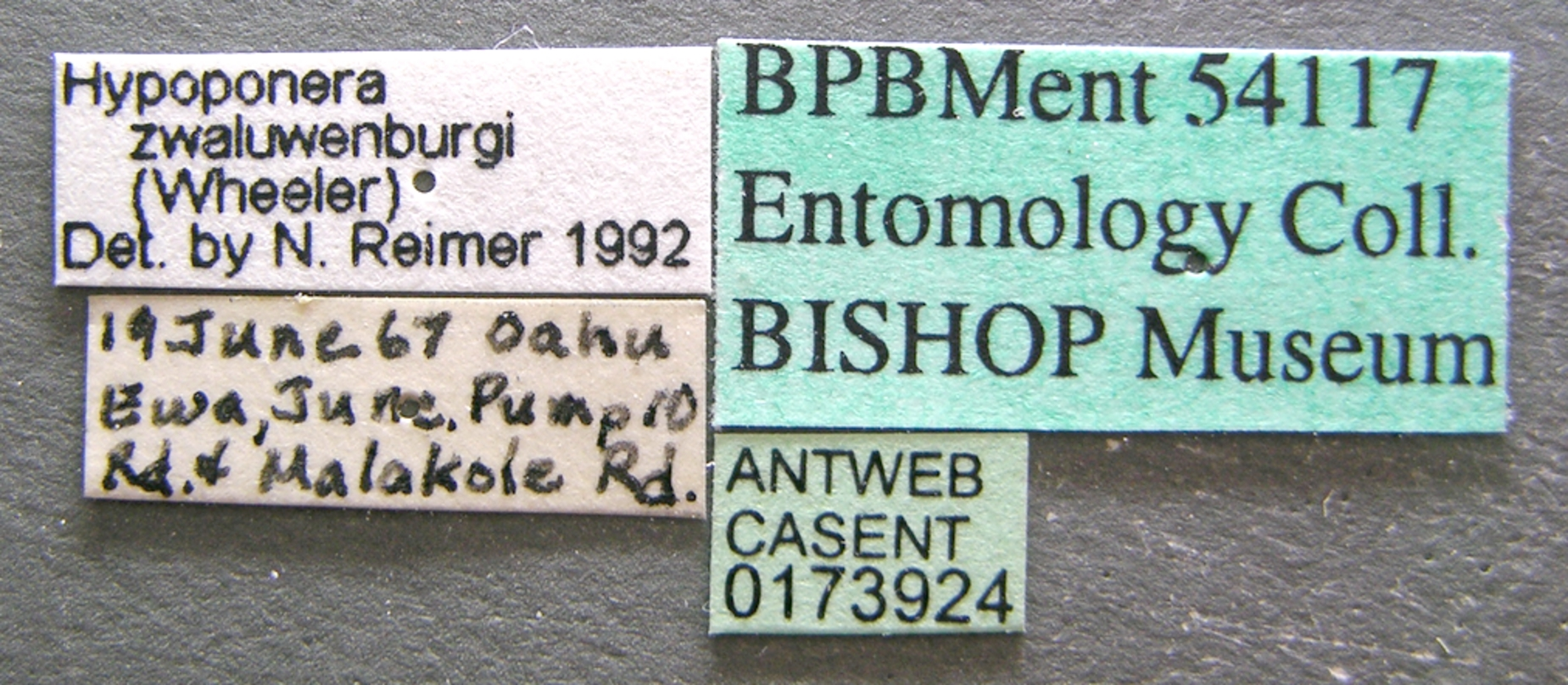
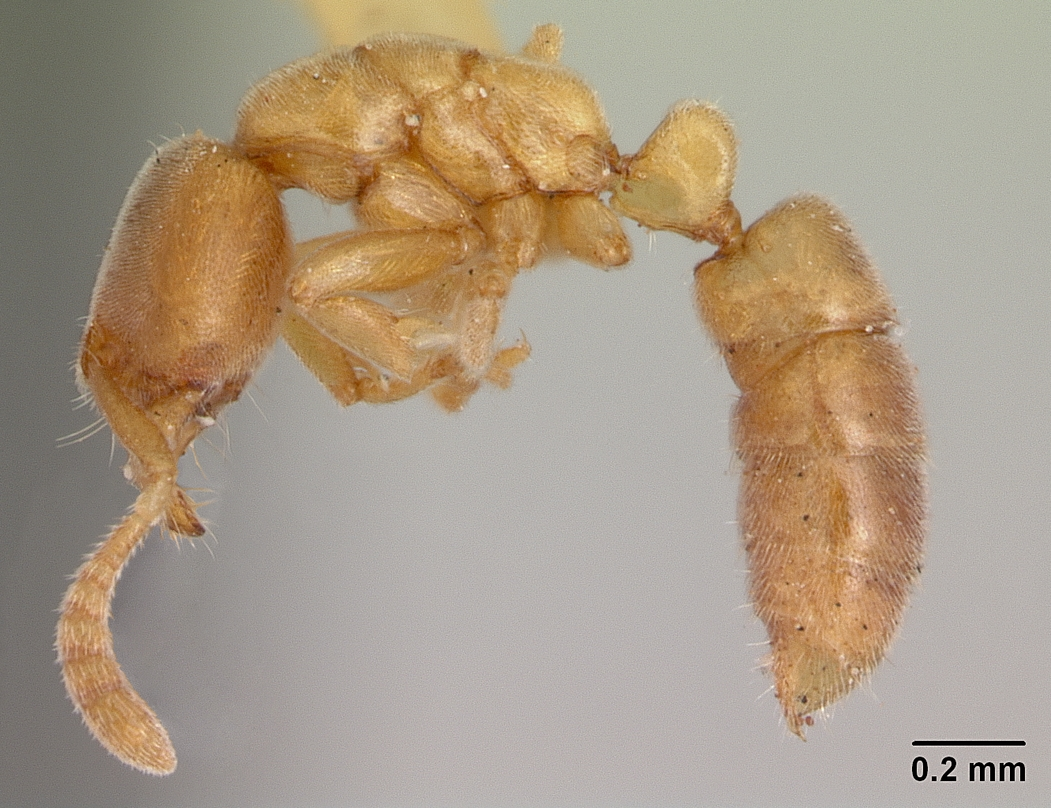